# Castell de Fontova
El castell de Fontova (en aragonès castiello de Fantova) és un castell romànic situat a Fontova, llogaret al nord-est de La Pobla de Fontova, al municipi de Graus de la Baixa Ribagorça.
El castell s'assenta sobre un promontori de roca calcària que utilitza com a fonaments, on també s'han excavat tombes antropomòrfiques i un aljub. Al mateix turó està situada l'ermita de Santa Cecília.
Al nord del castell trobem els llogarets de Bafalui i Erdau, i a l'est Torroella de Ribagorça.

## Història
Ramon III de Ribagorça l'any 960 feu consagrar l'església de Santa Cecília del castell. L'actual construcció data de la XII. L'església és d'una sola nau. Al nord-est de l'absis, hi ha tallades tombes antropomòrfiques.
La torre ja estava construïda l'any 1015. Figuren com a testimonis els germans Apo i Guifré, fills de Languarda; qui podrien haver estat els seus mestres llombards.
Ramon de Montcada i d'Aragó, senescal de Barcelona i pare de Simó de Montcada i de Cervera, es casà amb la pubilla Sibil·la de Cervera. Ambdós vengueren l'any 1252 Albalat de Cinca a Berenguer d'Erill, conseller del rei Jaume I, en canvi de Fontova, Almenar, Capella, Monesma, Calassanç i Perarrua.

## Imatges del Castell de Fontova

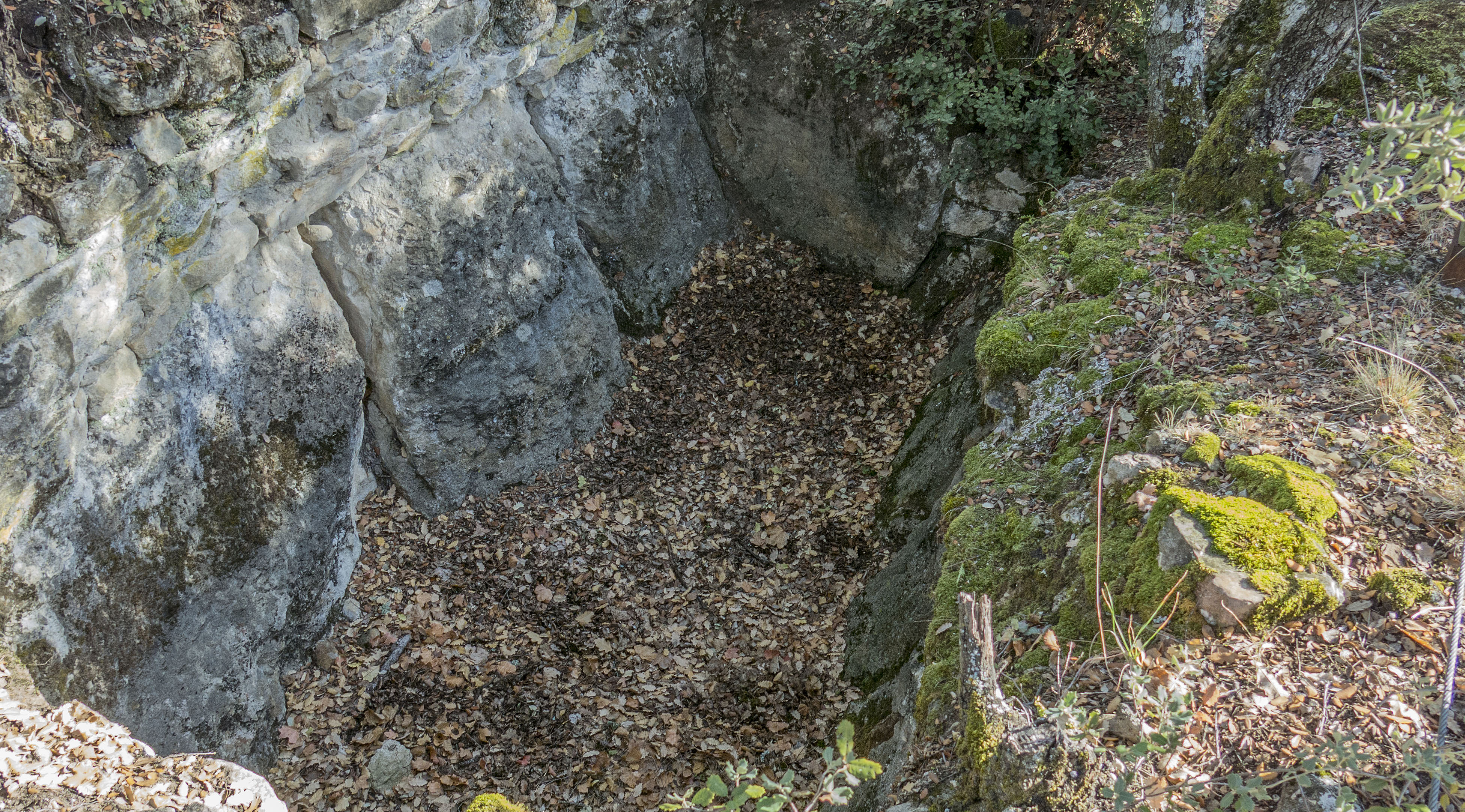
Aljub
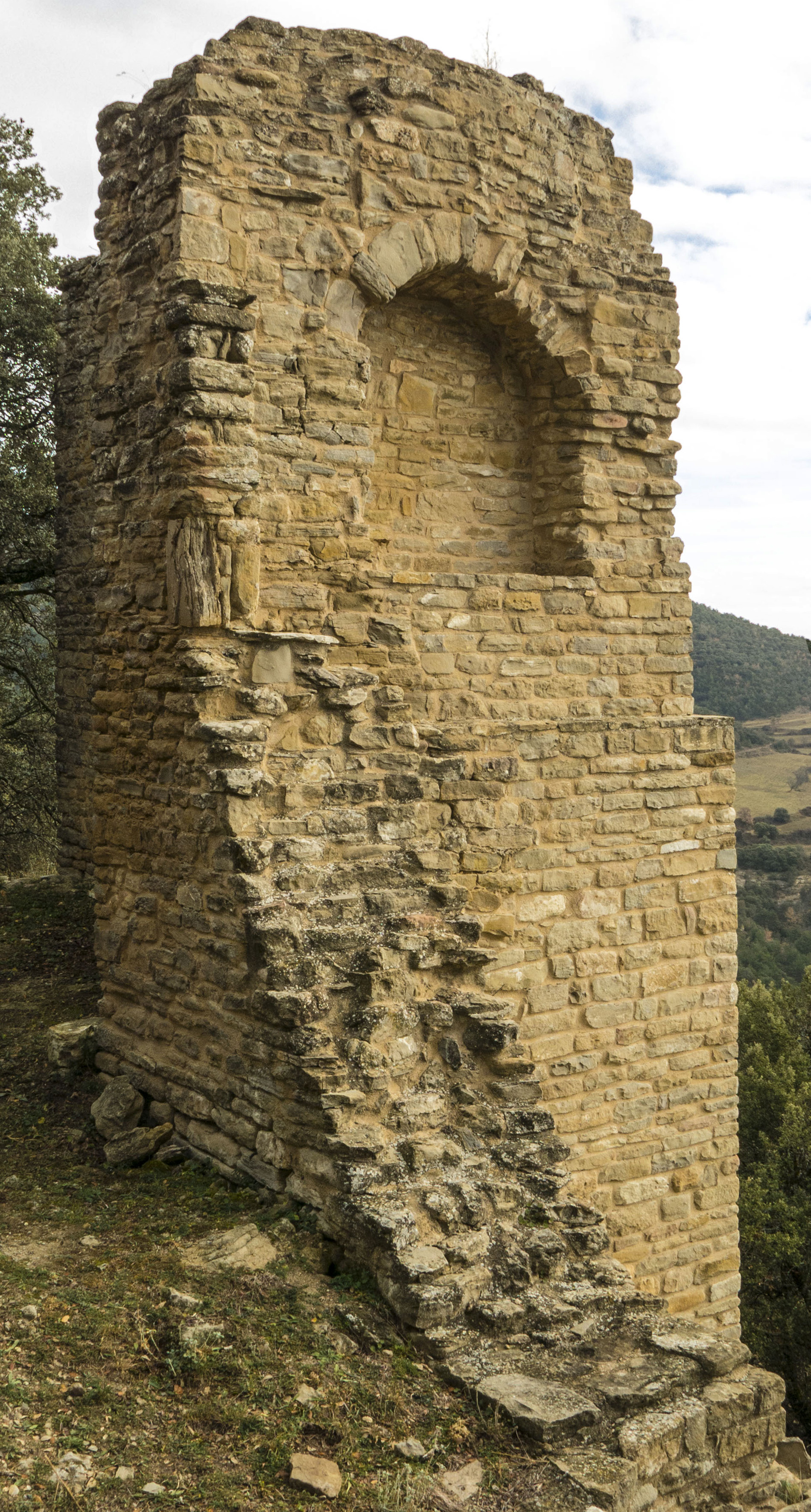
Muralla
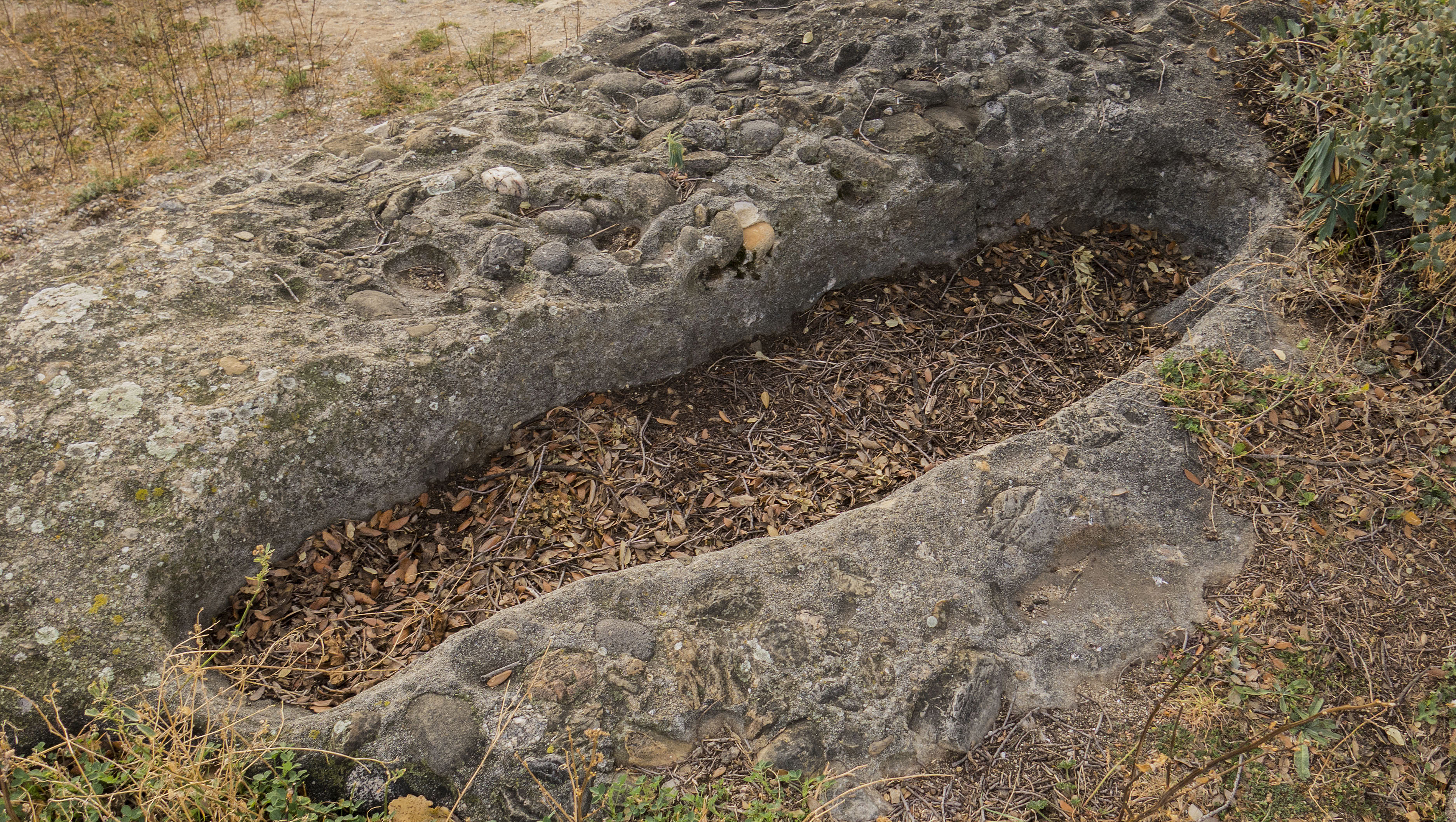
Tomba antropomorfa
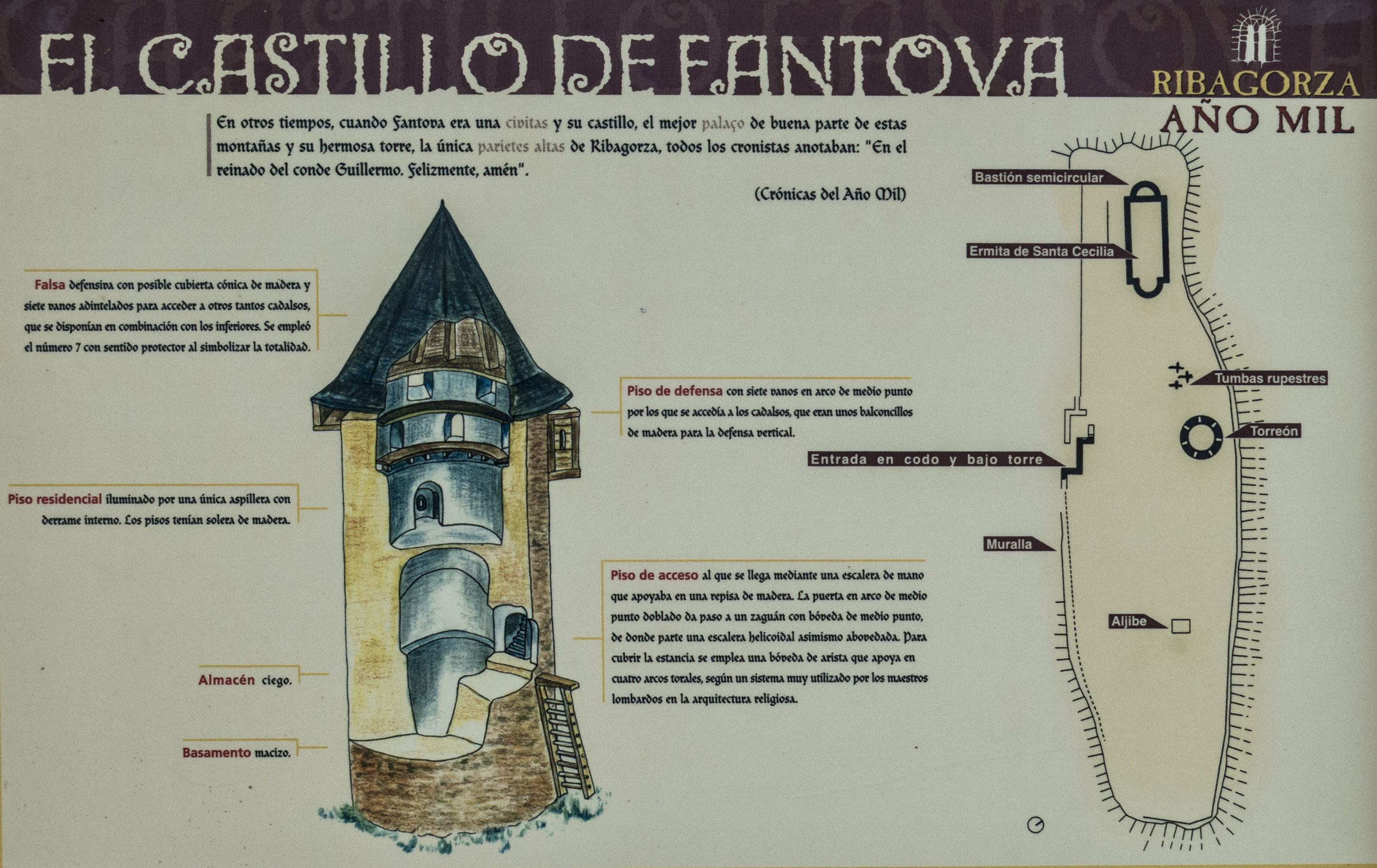
Tauler informatiu

## Imatges de l'església de Santa Cecília

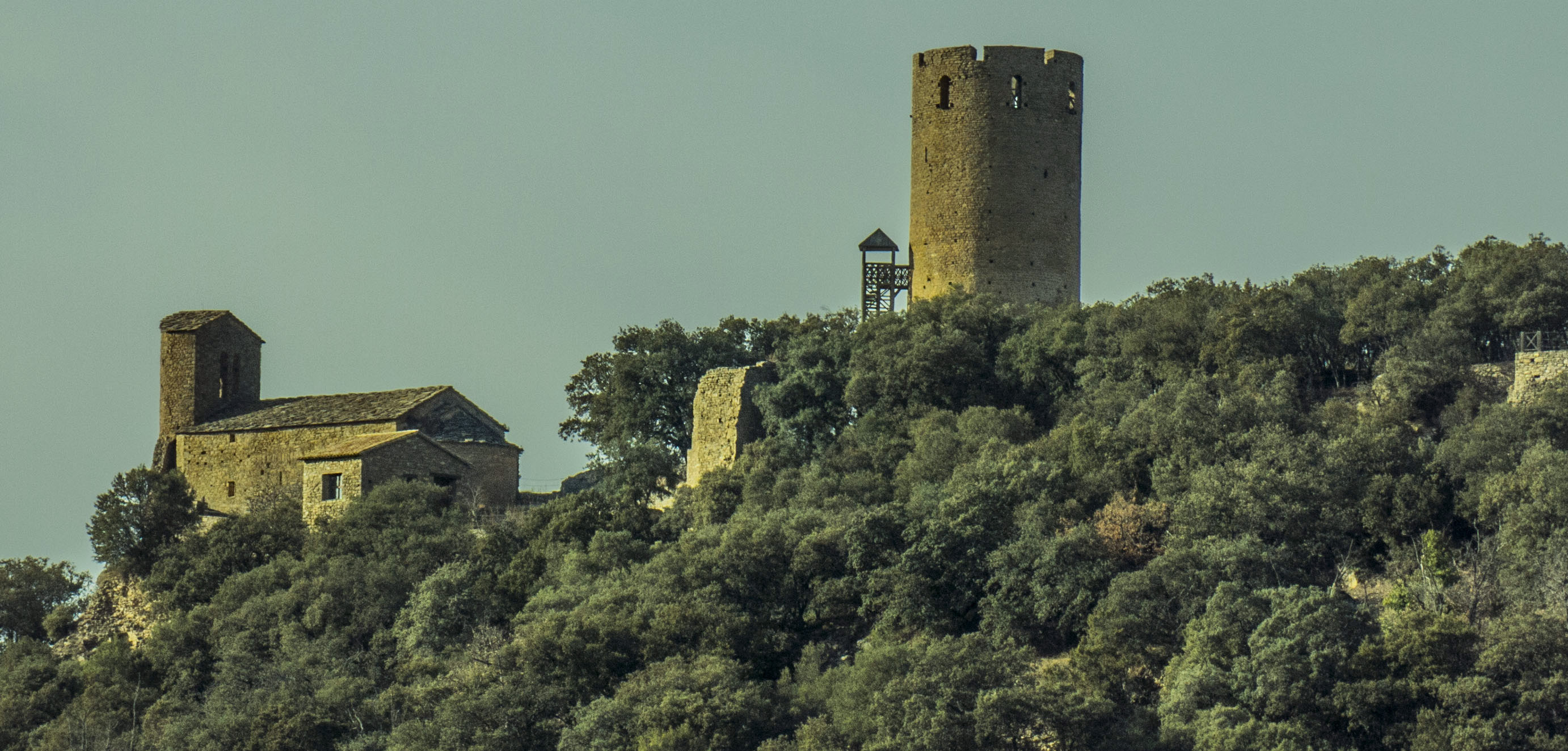
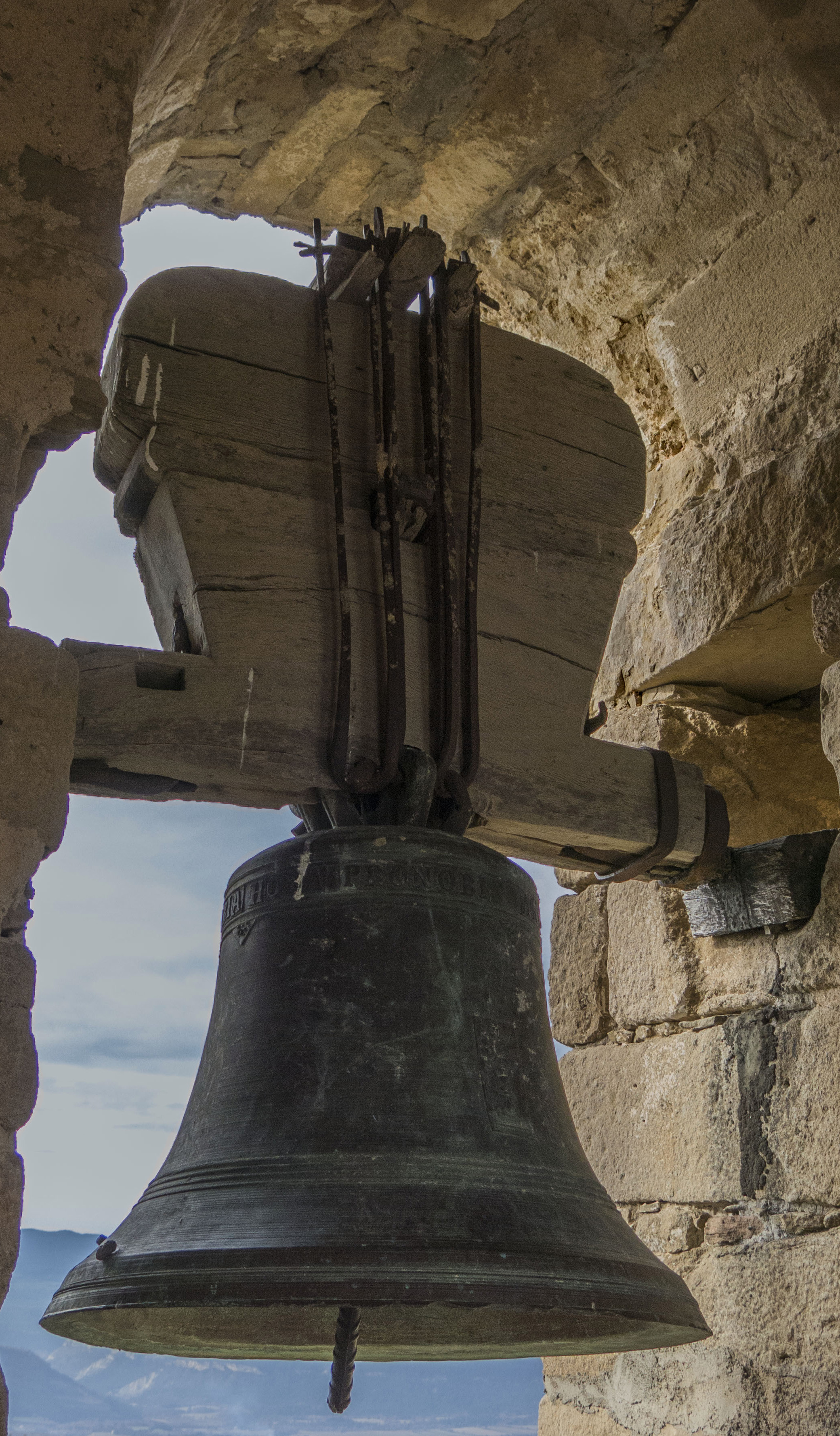
Campana, situada al sud de l'ermita
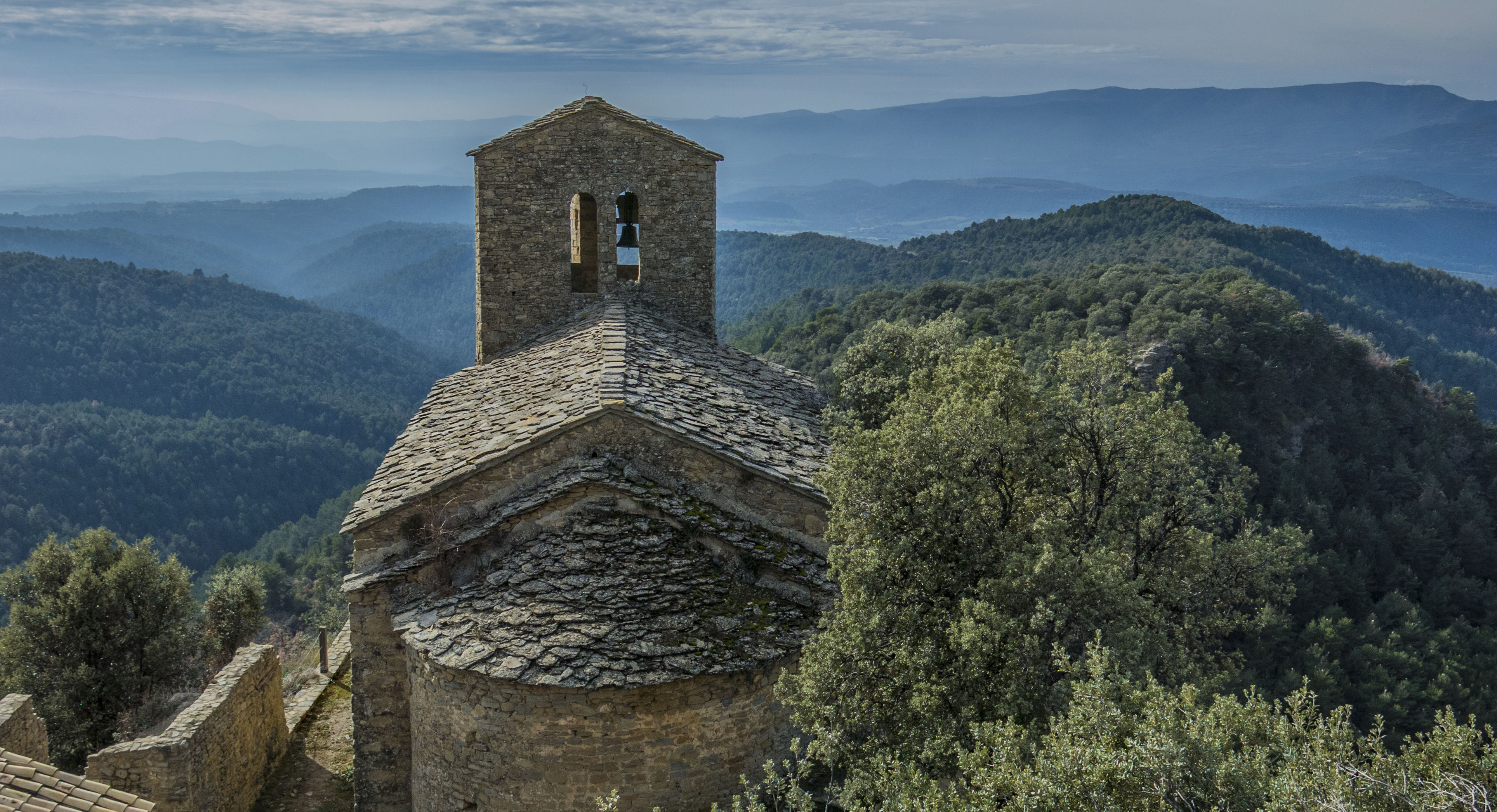
Església de Santa Cecília
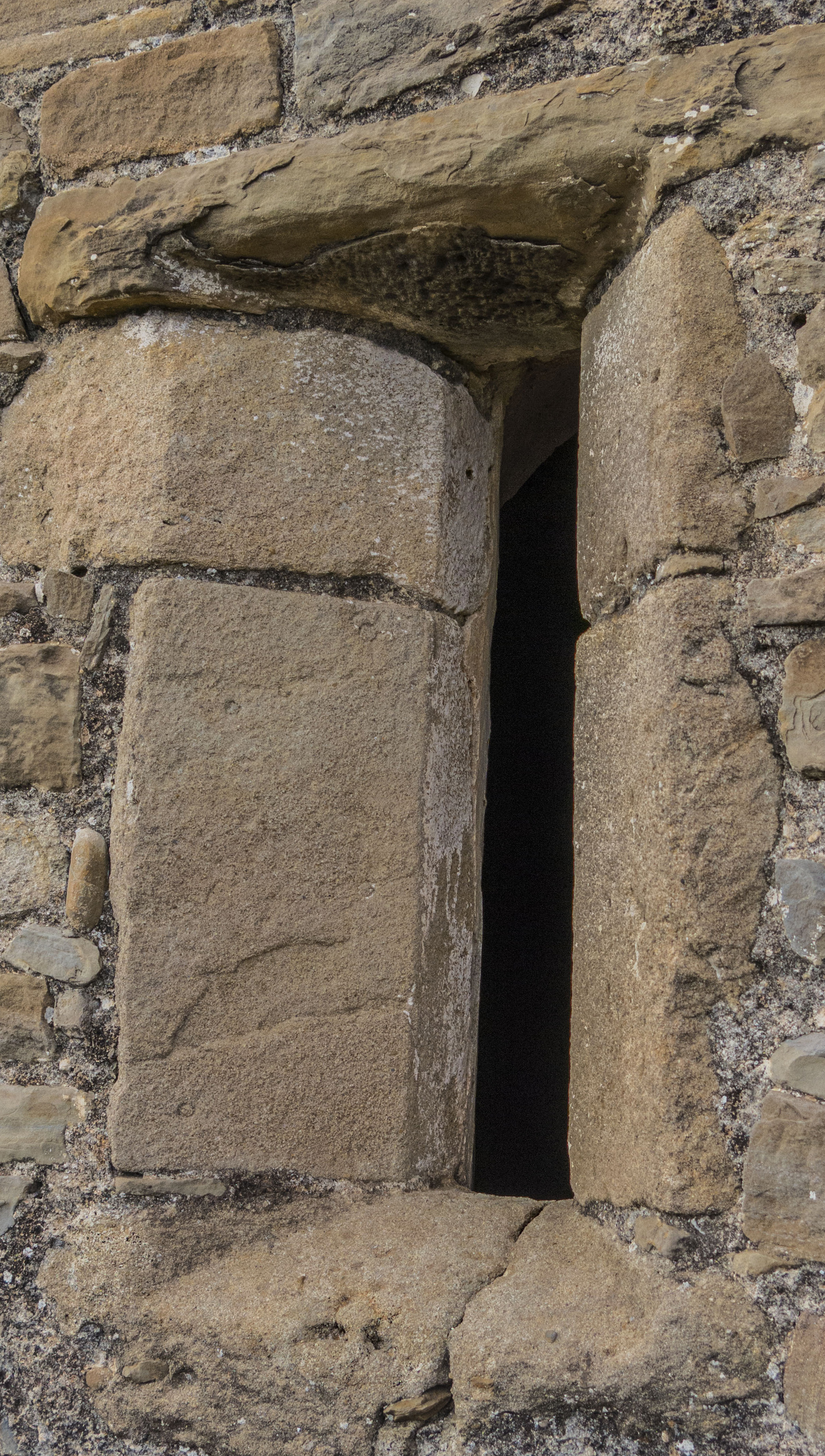
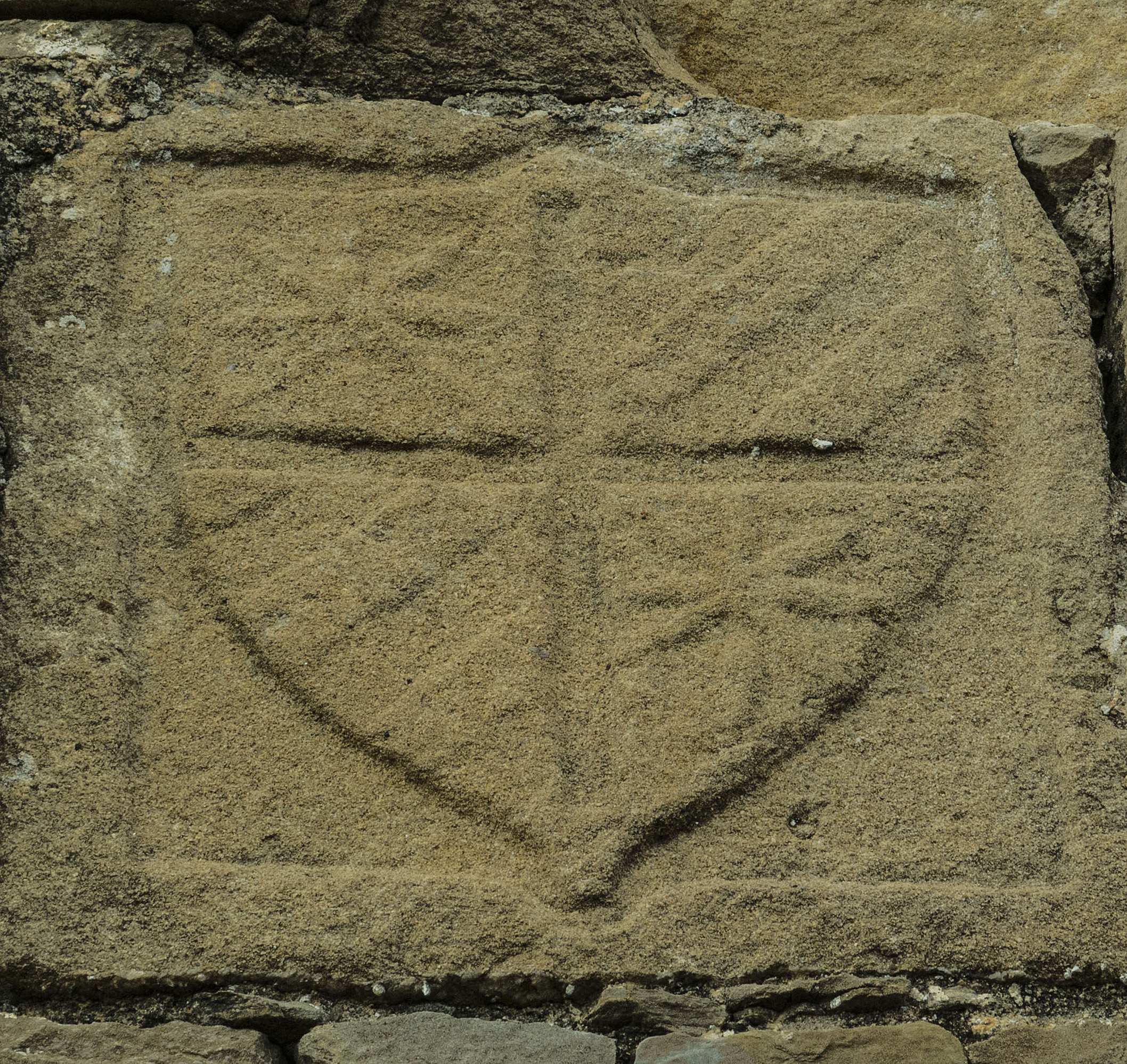
Escut a l'església.